# 南国そだち
南国そだち（なんごくそだち）は、2005年（平成17年）に高知県農業技術センターで育成されたイネ（稲）の品種。「高系265」を花粉親、「高育30号」を種子親とする交配によって育成された。低アミロース米の一つ。品種名は、南国の太陽の恵みを受けた美味しい米をイメージして命名された。

## 概要
熟期は高知県においては極早生で、「とさぴか」、「ナツヒカリ」の中間熟期である。高知県内で最初に収穫される品種となっている。2005年（平成17年）に高知県の奨励品種となった。
食味はさっぱりと食べやすい。低アミロース米であるため、冷めてももちもち感がある。
JA全農こうちでは、「龍馬の蔵」のブランドで販売している。

## 特性
栽培適地は高知県内平坦部の極早生水稲栽培地域である。
育成地での4月中旬移植栽培において、「とさぴか」と比較すると、出穂期は1週間程度遅いが、登熟日数が短いため成熟期は2日程度の遅れとなり、「とさぴか」、「ナツヒカリ」の中間熟期となる。従って、4月中旬に移植しても7月25日以前に収穫が可能である。
「とさぴか」より稈長は8cm程度長く、穂長もやや長い。耐倒伏性は「とさぴか」と同程度で強い。穂数は「とさぴか」と同程度で、草型は「穂数型」を示す。
収量比率は「とさぴか」比106％と高い。玄米千粒重は22.5ｇと「とさぴか」より重く、玄米の形状はやや丸みを帯びる。高温登熟性は「中」で、白未熟粒の発生がやや多いが、総合的な外観品質はやや優れる。障害型耐冷性は「極強」と優れ、不稔の発生が少ない。
アミロース含有率は約15％と「とさぴか」より2%低い。

## 来歴
米の販売環境の激変により、高知県の早場米は8月早々に出荷しなければ有利販売が望めない状況となっていた。
このため、7月中に安定出荷できる極早生品種育成への要望が極めて高いが、極早生水稲では、早生水稲に比べ登熟期間が低温で経過するため、低温によってアミロース含有率が高まり、食味が低下する傾向にある。
そこで、低温登熟条件下でもアミロース含有率が低く、良食味となる極早生の低アミロース性新品種を育成する目的で「南国そだち」は開発された。

### 育成経過
1998年に「高育30号」を母本、「高系265」を父本として交配が行われた。その後、F1世代で葯培養を行い系統を固定した。
その後、2002年に「高育68号」の地方系統名が付された。
2005年（平成17年）に「南国そだち」として品種登録申請を行い高知県の奨励品種となった。